# Космос-360
Космос-360 је један од преко 2400 совјетских вјештачких сателита лансираних у оквиру програма Космос.
Космос-360 је лансиран са космодрома Тјуратам, Бајконур, СССР, 29. августа 1970. Ракета-носач Р-7 Семјорка (рус. Семёрка) (8К71, НАТО ознака SS-6 Sapwood) са додатим степеном је поставила сателит у орбиту око планете Земље. Маса сателита при лансирању је износила 4000 килограма. Космос-360 је био осматрачки сателит.